# Minicia picoensis
Minicia picoensis är en spindelart som beskrevs av Jörg Wunderlich 1992. Minicia picoensis ingår i släktet Minicia och familjen täckvävarspindlar. Inga underarter finns listade i Catalogue of Life.